# Kurkumin
Kurkumin je prirodno bojilo, C21H20O6 (C.I. 75300), kristalizira iz metanola u plavim rombima s plavim refleksom (talište 178 °C) i jarkocrvenim iglicama (talište 183 °C). Kurkumin se lako topi u eteru (uz pojavu žutozelene fluorescencije) i kloroformu. S alkalijama tvori nestabilne crvenosmeđe soli, a otopine su u jakim kiselinama narančastocrvene. Kurkumin se nalazi u žutom korijenu biljke kurkuma (lat. Curcuma longa). Žuto bojilo (takozvani indijski šafran) služi za bojenje bojenje senfa, masti, ulja, sira, ali i za bojenje voskova, sapuna, lakova, papira, drva i pamuka. Uz močenje alaunom, kurkumin boji pamuk i svilu zelenožuto do žutonarančasto, kromnim solima smeđecrveno, kositrenim solima narančastocrveno. U analitičkoj kemiji kurkumin služi kao indikator i reagens za dokazivanje bora. Kurkumin je prehrambeni aditiv označen E-brojem E100. U pojedinim slučajevima može izazvati alergiju. Istražuje se njegova upotreba u zaštiti od raka.

## Kurkuma
Kurkuma, turmerik ili indijski šafran (lat. Curcuma longa) je biljna vrsta iz porodice đumbirovki (Zingiberaceae) od čijeg se korijena biljke dobiva istoimeni začin aromatičnog ljuto-žarećeg, blagog gorkog i smolastog okusa. Sušena kurkuma razvija aromu naranče i đumbira, te je ljutog, gorkog i mošusnog okusa. U indijskim jelima od mahunarki, krumpira i povrća, te jelima od ribe, janjetine i peradi, neizostavan je začin. Uz ugodnu aromu, jelima daje lijepu zlatnožutu boju, a ima i više imena kao što su indijski šafran i žuti korijen. Tijekom povijesti koristila se kao začin, boja za tkanine i ljekovito sredstvo.
Ugledate li na deklaraciji prehrambenog proizvoda u popisu sastojaka dodatak jelima E100, ne brinite – to je oznaka za prirodno žuto bojilo kurkumin. Žuta boja korijena čini ga čestim nadomjeskom za skupi šafran, ali je isto tako jedan od neizostavnih sastojaka indijskog currya. Curry je mješavina 20 različitih začinskih biljaka, začina i sjemenki, a kurkuma je jedan od glavnih sastojaka i odgovorna je za žutu boju curry praha.

## E100 kurkumin
Prirodno žuto do narančasto bojilo biljnog podrijetla (iz vrste đumbira), redovan začin u indijskoj kuhinji (curry). Može se dobiti ekstrakcijom iz začina kurkume, ali se uglavnom proizvodi kemijskom sintezom. Smatra se bezopasnim, osim u osoba koje imaju žučne kamence. Istražuje se njegova upotreba u prevenciji raka. Smatra se bezopasnim.
| Dopuštena upotreba | Količina |
| --- | --- |
| Kobasice, paštete (terrines) | 20 mg/kg |
| Juhe, pripravci namijenjeni kontroli tjelesne mase, pripravci koji se uporabljuju pod medicinskim nadzorom | 50 mg/L |
| Grickalice: začinjeni proizvodi za grickanje, orašasti plodovi sa začinskim smjesama, aromatizirani topljeni sir, dimljena riba | 100 mg/kg |
| Gorka soda, gorko vino Americano, bezalkoholni aromatizirani napitci, dodatci prehrani u tekućem obliku | 100 mg/kg |
| Deserti, uključujući aromatizirane mliječne proizvode, smrznuti aromatizirani deserti (sladoledi) | 150 mg/kg |
| Fini pekarski proizvodi (biskviti, kolači, vafli...), grickalice: ekstrudirani začinjeni proizvodi za grickanje | 200 mg/kg |
| Neka alkoholna pića, aromatizirana pića na bazi vina, aromatizirani vinski koktelski proizvodi | 200 mg/kg |
| Bombonski proizvodi i slične slastice, senf, dodatci prehrani u krutom obliku | 300 mg/kg |
| Dekoracije, ukrasi, preljevi | 500 mg/kg |
| Džem, pekmezi, domaća marmelada i slični voćni pripravci uključujući proizvode smanjene energijske vrijednosti, suhomesnati proizvod Pasturma (samo za jestivi vanjski pokrov), sušene granule i listići krumpira, margarin, margarin sa smanjenim udjelom masti, ostale masne emulzije i masti | Quantum satis (namirnici se smije dodati samo onoliko aditiva koliko je nužno da se postigne željeni učinak) |

### Slike
|                   |                                                                                       |                                                           |                  |
| Kurkumin u prahu. | Kurkumin postaje svijetlo crveni kada elektrostatički djeluje s fosfolipidnim filmom. | Kurkumin prikazuje zelenu fluorescenciju pod UV svjetlom. | Korijen kurkume. |